# Liderzy Litewskiej Socjalistycznej Republiki Radzieckiej

## Litewska Socjalistyczna Republika Rad

### Przewodniczący Rewolucyjnego Tymczasowego Rządu
| # | Imię i Nazwisko                         | Portret | Kadencja       | Kadencja       | Partia polityczna | Partia polityczna |
| # | Imię i Nazwisko                         | Portret | Od             | Do             | Partia polityczna | Partia polityczna |
| - | --------------------------------------- | ------- | -------------- | -------------- | ----------------- | ----------------- |
| 1 | Vincas Mickevičius-Kapsukas (1880–1935) |         | 8 grudnia 1918 | 27 lutego 1919 |                   | LPK               |

## Litewsko-Białoruska Socjalistyczna Republika Rad

### Przewodniczący Centralnego Komitetu Wykonawczego
| # | Imię i Nazwisko                 | Portret | Kadencja       | Kadencja        | Partia polityczna | Partia polityczna |
| # | Imię i Nazwisko                 | Portret | Od             | Do              | Partia polityczna | Partia polityczna |
| - | ------------------------------- | ------- | -------------- | --------------- | ----------------- | ----------------- |
| 1 | Kazimierz Cichowski (1887–1937) |         | 27 lutego 1919 | 1 września 1919 |                   | LBPK              |

### Przewodniczący Rady Komisarzy Ludowych
| # | Imię i Nazwisko                         | Portret | Kadencja       | Kadencja        | Partia polityczna | Partia polityczna |
| # | Imię i Nazwisko                         | Portret | Od             | Do              | Partia polityczna | Partia polityczna |
| - | --------------------------------------- | ------- | -------------- | --------------- | ----------------- | ----------------- |
| 1 | Vincas Mickevičius-Kapsukas (1880–1935) |         | 27 lutego 1919 | 1 września 1919 |                   | LBPK              |

## Litewska Socjalistyczna Republika Radziecka (1940-1990)

### Pierwsi Sekretarze Komitetu Centralnego Komunistycznej Partii Litwy
| # | Imię i Nazwisko                  | Portret | Kadencja             | Kadencja             |
| # | Imię i Nazwisko                  | Portret | Od                   | Do                   |
| - | -------------------------------- | ------- | -------------------- | -------------------- |
| 1 | Antanas Sniečkus (1903–1974)     |         | 25 sierpnia 1940     | 22 stycznia 1974     |
| − | Walerij Charazow (1918–2013)     |         | 22 stycznia 1974     | 18 lutego 1974       |
| 2 | Petras Griškevičius (1924–1987)  |         | 18 lutego 1974       | 14 listopada 1987    |
| − | Nikolajus Mitkinas (1929–1998)   |         | 14 listopada 1987    | 1 grudnia 1987       |
| 3 | Ringaudas Songaila (1929–2019)   |         | 1 grudnia 1987       | 20 października 1988 |
| 4 | Algirdas Brazauskas (1932–2010)  |         | 20 października 1988 | 7 grudnia 1989       |
| 5 | Mykolas Burokevičius (1927–2016) |         | 23 grudnia 1989      | 24 sierpnia 1991     |

### Przewodniczący Rady Najwyższej
| # | Imię i Nazwisko                 | Portret | Kadencja          | Kadencja          | Partia polityczna | Partia polityczna |
| # | Imię i Nazwisko                 | Portret | Od                | Do                | Partia polityczna | Partia polityczna |
| - | ------------------------------- | ------- | ----------------- | ----------------- | ----------------- | ----------------- |
| 1 | Justas Paleckis (1899–1980)     |         | 25 sierpnia 1940  | 14 kwietnia 1967  |                   | LPK               |
| 2 | Motiejus Šumauskas (1905–1982)  |         | 14 kwietnia 1967  | 24 grudnia 1975   |                   | LPK               |
| 3 | Antanas Barkauskas (1917–2008)  |         | 24 grudnia 1975   | 18 listopada 1985 |                   | LPK               |
| 4 | Ringaudas Songaila (1929–2019)  |         | 18 listopada 1985 | 7 grudnia 1987    |                   | LPK               |
| 5 | Vytautas Astrauskas (1930–2017) |         | 7 grudnia 1987    | 15 stycznia 1990  |                   | LPK               |
| 6 | Algirdas Brazauskas (1932–2010) |         | 15 stycznia 1990  | 11 marca 1990     |                   | LPK               |

### Szefowie rządu
| # | Imię i Nazwisko                  | Portret | Kadencja          | Kadencja          | Partia polityczna | Partia polityczna |
| # | Imię i Nazwisko                  | Portret | Od                | Do                | Partia polityczna | Partia polityczna |
| - | -------------------------------- | ------- | ----------------- | ----------------- | ----------------- | ----------------- |
| 1 | Mečys Gedvilas (1901–1981)       |         | 25 sierpnia 1940  | 16 stycznia 1956  |                   | LPK               |
| 2 | Motiejus Šumauskas (1905–1982)   |         | 16 stycznia 1956  | 14 kwietnia 1967  |                   | LPK               |
| 3 | Juozas Maniušis (1910–1987)      |         | 14 kwietnia 1967  | 16 stycznia 1981  |                   | LPK               |
| 4 | Ringaudas Songaila (1929–2019)   |         | 16 stycznia 1981  | 18 listopada 1985 |                   | LPK               |
| 5 | Vytautas Sakalauskas (1933–2001) |         | 18 listopada 1985 | 11 marca 1990     |                   | LPK               |